# شارل جوزيف ناتوار
تشارلز جوزيف ناتوير (بالفرنسية: Charles-Joseph Natoire)‏ وهو رسام وفنان روكوكو فرنسي ولد في يوم 3 مارس 1700 في مدينة نيم في فرنسا وقد كان تلميذ فرانسوا ليمونييه وكان مشرف الأكاديمية الفرنسية في روما من 1751-1775 وقد لعب دور في نهضة فن الرسم في فرنسا توفي يوم 23 أغسطس 1777.

## معرض صور

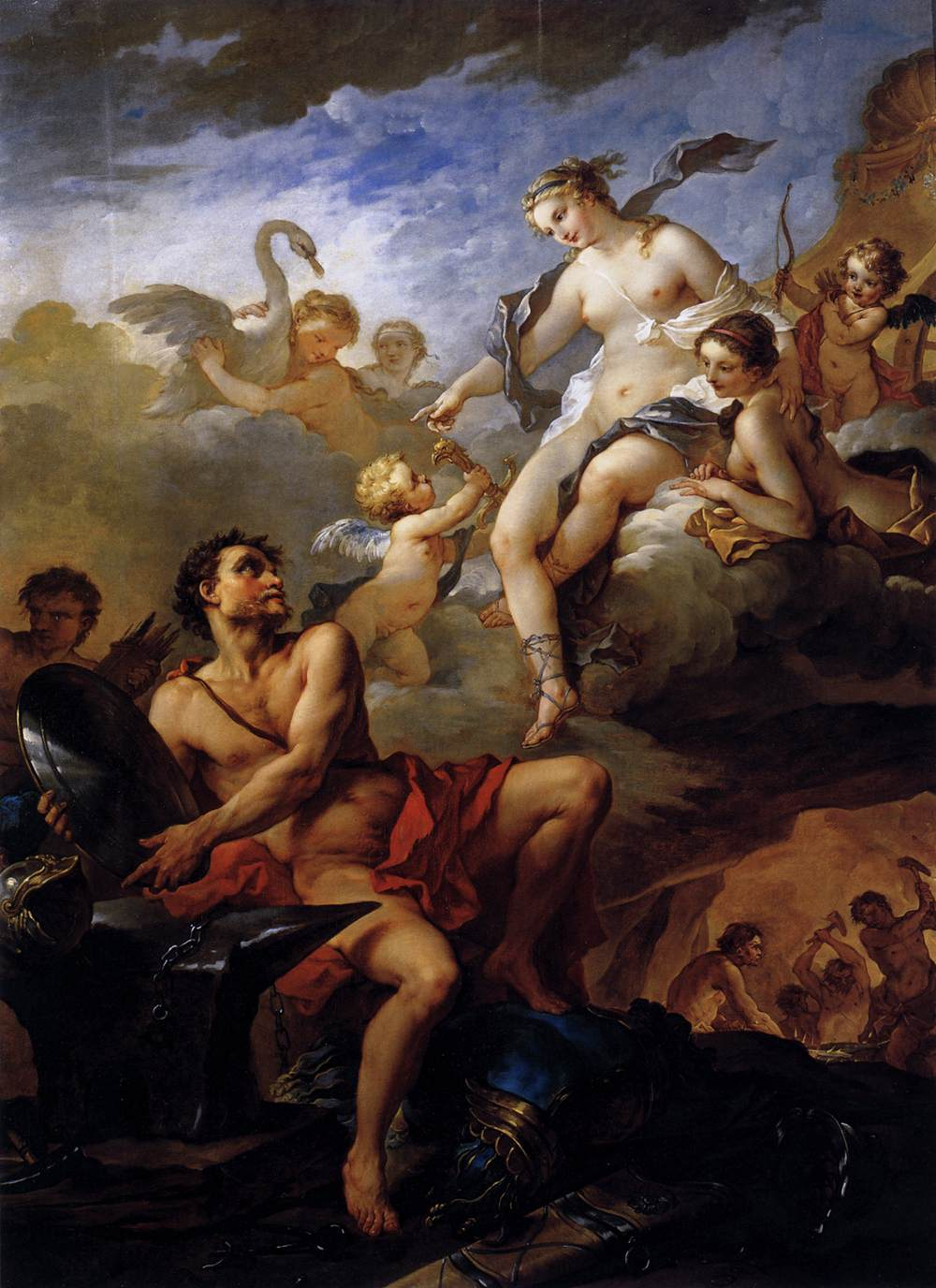
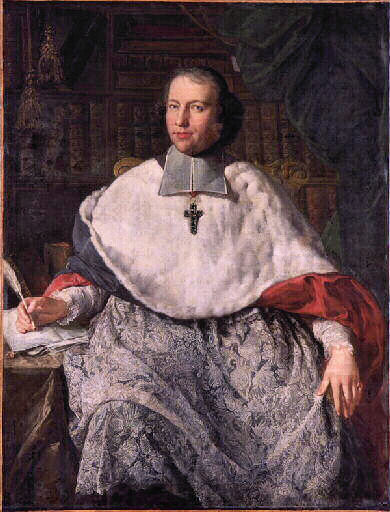
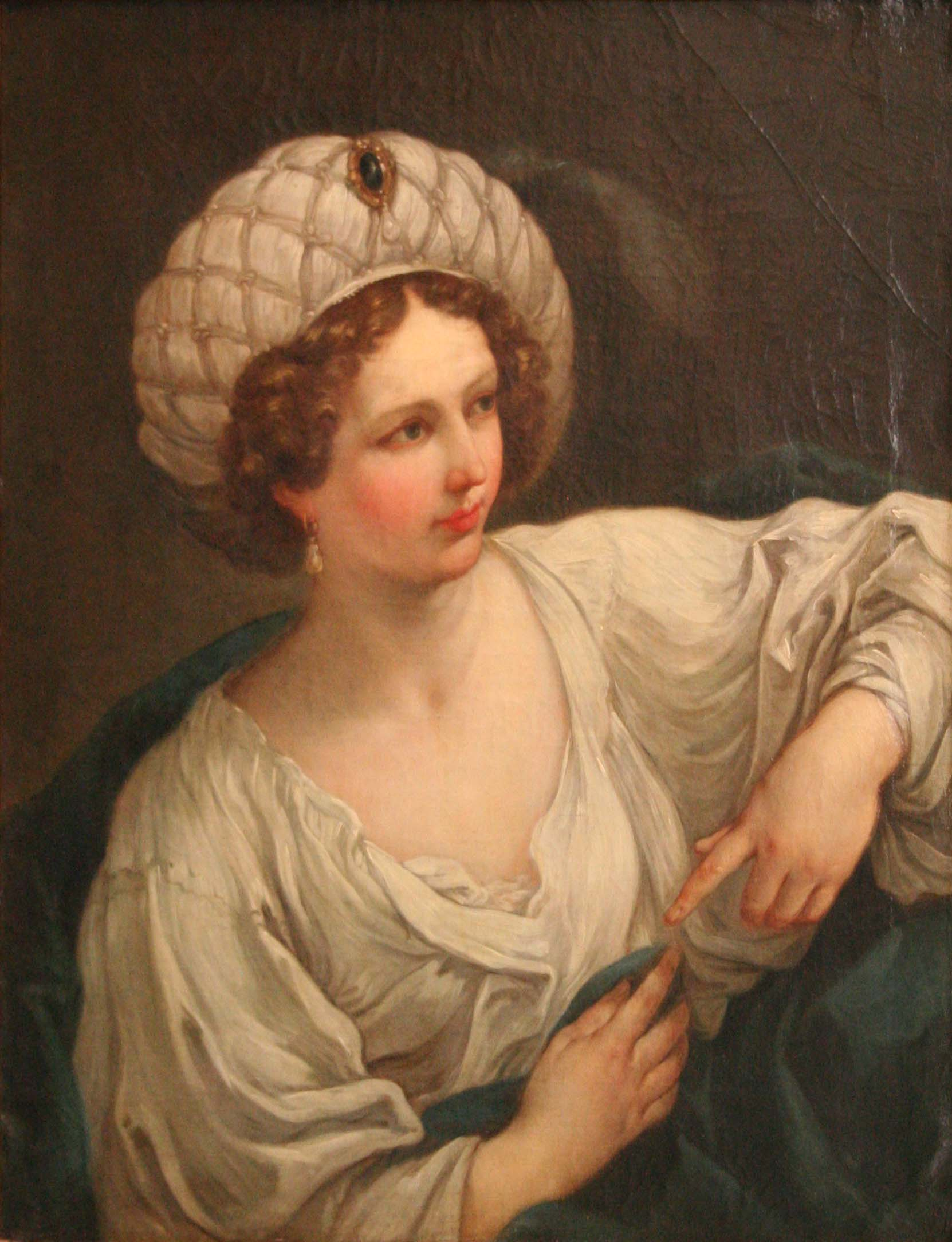
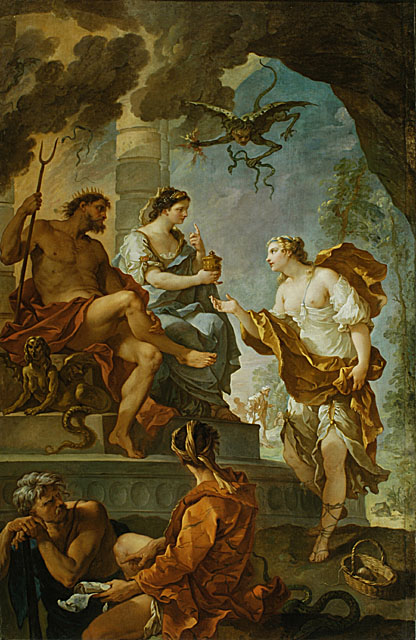
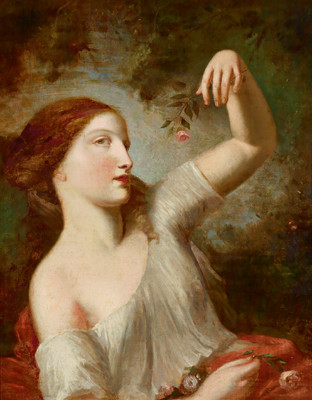